# 诺布里斯
诺布里斯是巴西马托格罗索州的一个市镇。总面积3859.509平方公里，总人口14825人，人口密度3.8人/平方公里。